# Phi Centauri
Désignations
Phi Centauri (φ Cen, φ Centauri) est une étoile de la constellation du Centaure. Sa magnitude apparente est de +3,83. D'après la mesure de sa parallaxe annuelle par le satellite Hipparcos, l'étoile est située à environ ∼ 530 a.l. (∼ 162 pc) de la Terre. Elle s'éloigne du système solaire à une vitesse radiale de +5 km/s.
φ Centauri est une étoile sous-géante bleue-blanche de type spectral B2 IV. Elle ne possède pas de compagnon connu, mais elle montres des variations de vitesse radiale, ainsi que des pulsations d'ordre supérieur dans son spectre. L'étoile est 8,5 fois plus massive que le Soleil et son âge est d'environ 18 millions d'années. Son rayon est 4,2 fois plus grand que le rayon solaire, elle est environ 4 000 fois plus lumineuse que le Soleil et elle brille à une température de surface de 21 638 K.
Par son mouvement propre, l'étoile est membre du sous-groupe Haut-Centaure Loup de l'association OB Scorpion-Centaure, le groupe mouvant d'étoiles massives le plus proche du Soleil.